# Supermodel Me (mùa 1)
Mùa đầu tiên của Supermodel Me được phát sóng vào năm 2009, với địa điểm quay là Singapore.
Ban giám khảo mùa này gồm có Charmaine Harn, Geoff Ang, Jeanette Ejlersen, Olivier Henry và Grace Lee. Sự xuất hiện đặc biệt của chương trình bao gồm: Andrew Tan, Elaine Daly, David Gan, Frederick Lee, Marcus A. C., Lee Zhaun, Patrick Sin, Rizal Ahyar, Rick Tan, Furqan Saini, và nhiều hơn nữa.
Người chiến thắng của mùa giải này là Evelyn Leckie, 17 tuổi đến từ Úc. Cô giành được:
- Một hợp đồng người mẫu với Diva Models ở Singapore trong 1 năm
- Lên ảnh bìa tạp chí JetStar Asia
- Giải thưởng tiền mặt trị giá S$10.000 từ FEVO Mastercard
- 1 chuyến đi 4 ngày tại khách sạn Somerset Azabu East ở Tokyo
- 1 chiếc điện thoại Acer F900 Windows
- 1 gói quà tặng từ Redken và M.A.C.

## Các thí sinh
(Tuổi tính từ ngày dự thi)
| Đến từ    | Thí sinh            | Tuổi | Chiều cao              | Bị loại ở | Hạng |
| --------- | ------------------- | ---- | ---------------------- | --------- | ---- |
| Úc        | Helen Swale         | 20   | 1,78 m (5 ft 10 in)    | Tập 2     | 10   |
| Singapore | Emilia Soh          | 20   | 1,78 m (5 ft 10 in)    | Tập 3     | 9    |
| Malaysia  | Yuen Sze Jia        | 22   | 1,80 m (5 ft 11 in)    | Tập 4     | 8    |
| Hoa Kỳ    | Ciara Schmalfeld    | 22   | 1,73 m (5 ft 8 in)     | Tập 5     | 7    |
| Hàn Quốc  | Jenny Fuglsang      | 20   | 1,77 m (5 ft 9+1⁄2 in) | Tập 6     | 6    |
| Úc        | Fiona Thomas        | 23   | 1,73 m (5 ft 8 in)     | Tập 7     | 5    |
| Malaysia  | Anna Syuhada        | 22   | 1,75 m (5 ft 9 in)     | Tập 8     | 4    |
| Thái Lan  | Kathlene McKinney   | 17   | 1,71 m (5 ft 7+1⁄2 in) | Tập 10    | 3    |
| Singapore | Christabel Campbell | 21   | 1,78 m (5 ft 10 in)    | Tập 10    | 2    |
| Úc        | Evelyn Leckie       | 17   | 1,80 m (5 ft 11 in)    | Tập 10    | 1    |

## Kết quả
| 1  | Evelyn     | AT   | AT   | AT   | AT   | AT   | AT   | CAO  | THẤP | THẮNG |  |  |  |  |  |  |  |
| 2  | Christabel | CAO  | AT   | AT   | AT   | THẤP | CAO  | THẤP | CAO  | LOẠI  |  |  |  |  |  |  |  |
| 3  | Kathlene   | AT   | AT   | THẤP | AT   | CAO  | AT   | THẤP | AT   | LOẠI  |  |  |  |  |  |  |  |
| 4  | Anna       | AT   | AT   | AT   | THẤP | THẤP | AT   | AT   | LOẠI |       |  |  |  |  |  |  |  |
| 5  | Fiona      | AT   | AT   | AT   | CAO  | THẤP | THẤP | LOẠI |      |       |  |  |  |  |  |  |  |
| 6  | Jenny      | AT   | CAO  | AT   | THẤP | THẤP | LOẠI |      |      |       |  |  |  |  |  |  |  |
| 7  | Ciara      | AT   | THẤP | THẤP | AT   | LOẠI |      |      |      |       |  |  |  |  |  |  |  |
| 8  | Yuen       | AT   | AT   | CAO  | LOẠI |      |      |      |      |       |  |  |  |  |  |  |  |
| 9  | Emilia     | AT   | AT   | LOẠI |      |      |      |      |      |       |  |  |  |  |  |  |  |
| 10 | Helen      | THẤP | LOẠI |      |      |      |      |      |      |       |  |  |  |  |  |  |  |

     Thí sinh có phần thể hiện tốt nhất
     Thí sinh rơi vào vị trí cuối bảng
     Thí sinh bị loại
     Thí sinh chiến thắng cuộc thi
- Ở tập 1, ban giám khảo đã đưa ra quyết định là sẽ không có ai bị loại lần này.
- Ở tập 9, không có diễn ra buổi loại trừ.

### Buổi chụp hình
- Tập 1: Trình diễn thời trang trên đường Orchard
- Tập 2: Ảnh bìa tạp chí Her World
- Tập 3: Tạo dáng trên không với vải
- Tập 4: Nạn nhân của nạn buôn người
- Tập 5: Ảnh chân dung trắng đen tự nhiên
- Tập 6: Thời trang cao cấp tại khu công trường
- Tập 7: Tạo dáng dưới nước với mực
- Tập 8: Tỏa sáng trong khu kí túc xá của người Bangladesh
- Tập 9: Ảnh trắng đen khỏa thân; Đồ lót La Perla trong băng
- Tập 10: Quý cô thập niên 1920; Người diễn xiếc; Áo tắm với người mẫu nam